# 1949年離職金法令
《1949年離職金法令》（英語：Superannuation Act 1949）是一項由英國首相艾德禮的工黨政府提出並在英國國會通過的法令。該法令向編制內公務員的遺孀及受養人批予公務員退休金，且確保在50歲及之後退休的公務員可保留累算退休金權利，其退休金會在其60歲時支付（財政部亦可基於恩恤理由立即發放該退休金）。